# 網代聖人
網代 聖人（あじろ せいと、2001年（平成13年）12月26日 - ）は、日本の歌手、ダンサー、ファッションモデル、俳優。ダンス＆ボーカルグループ・MAZZELのメンバー、ダンス＆ボーカルグループ「Zero PLANET」の元メンバー、。兵庫県出身。血液型はO型。LVS、BMSG所属。

## 略歴
2016年、『Battle of the year u-15 breaking solo Battle』で優勝。ブレイクダンス日本一の称号を持つ。
オーディション参加後はトレーニーとして活動。
ブレイクダンスの魅力を、イベントを通して知ってもらいたいという思いから、「男子高生ミスターコン2018」に応募。同年8月4日、関西エリアグランプリ、ファイナリストに選ばれ、12月27日、モデルプレス賞を受賞。
2019年3月25日、グループを通じてブレイクダンスをいろんな人に見てもらいたいという夢を叶えるため、ダンス＆ボーカルグループ「Zero PLANET」へ加入。
2020年11月
来月(12月)のライブを最後に、とZero PLANET卒業を発表
2023年1月、BMSGのボーイズグループ「MAZZEL (マーゼル)」のメンバーであることが発表された。MAZZELへの加入を持ってBMSGに移籍。

## 人物
- 小学4年生の時からダンスを習い始める[9]。
- 憧れの存在は、佐藤健[7]。「仮面ライダー電王」に出演する佐藤をテレビで見て憧れを抱き、ブレイクダンスを習い始めた[9]。
- ダンスは大阪を拠点にしている[9]。

## 出演

### 舞台
- RADICAL PARTY -7ORDER-（2019年12月27日 - 12月29日、梅田芸術劇場メインホール・2020年1月15日 - 1月19日、TBS赤坂ACTシアター）[3]

### Web
- 白雪とオオカミくんには騙されない（2019年1月13日 - 3月31日、AbemaTV）[10][11]

### ミュージックビデオ
- Kamin「ありよりのあり」（2019年）[12]

### プロモーションビデオ
- SPINNS
  - 「Dancer's Style」（2019年）[13]
  - 「SUMMER STYLE」（2019年）[14]

### イベント
- 『オオカミちゃんには騙されない』先行試写会＆トークショー[15]
- FASION LEADERS-2018 AUTUMN&WINTER（2018年12月9日、なんばHATCH）[4]

### CM
- 首都医校・大阪医専・名古屋医専コンセプトムービー（2020年5月 - 、日本教育財団）[16]